# Придди, Нэнси
Нэ́нси Ли При́дди (англ. Nancy Lee Priddy; род. 22 января 1941 года, Саут-Бенд, Индиана, США) — американская актриса, певица и автор песен.

## Биография

### Ранние годы
Нэнси Ли Придди родилась 22 января 1941 года в Саут-Бенде (штат Индиана, США)в семье Карла Придди и Кэтрин Ион Дригс.

### Карьера
Свою карьеру Придди начала в начале 1960-х годов в качестве певицы. В 1964 году участвовала в группе «The Bitter End Singers».  В 1968 году она выпустила свой сольный альбом «You've Come This Way Before». Работала бэк-вокалисткой у Леонардо Коэна.
У Придди насчитывается около 30-ти ролей в фильмах и сериалах.

### Личная жизнь
У неё есть дочь от брака с Робертом Эпплгейтом — Кристина Эпплгейт (г.р. 1971), актриса. И Нэнси, и Кристина в своё время боролись с раком молочной железы. 27 января 2011 года Нэнси впервые стала бабушкой, её дочь Кристина родила своего первенца-дочь Сэйди Грэйс ЛиНобли.